# Cementerio nacional de Florida
El Cementerio nacional de Florida (en inglés: Florida National Cemetery) es un cementerio nacional de Estados Unidos que se encuentra cerca de la ciudad de Bushnell en el condado de Sumter, Florida. Comprende 512,9 acres (207,6 ha), y comenzó con sus primeras sepulturas en 1988.
El Cementerio nacional de Florida se encuentra en el Bosque Estatal de Withlacoochee, aproximadamente a 50 millas (80 km) al norte de Tampa. El bosque fue adquirido por el gobierno federal estadounidense de los propietarios de tierras privadas entre 1936 y 1939 bajo las disposiciones de la administración del restablecimiento de la Tierra de EE. UU.